# Cappel (Fritzlar)
Cappel ist ein Dorf im nordhessischen Schwalm-Eder-Kreis und ein Stadtteil der Domstadt Fritzlar. Der Ort besteht aus einem „Ober-“ und einem „Unterdorf“ und ist mit etwa 340 Einwohnern einer der kleinsten Ortsteile der Stadt. Seinen ursprünglichen dörflichen, ländlichen Charakter konnte Cappel trotz Einwohnerzuwachses in einem Neubaugebiet bis heute bewahren.

## Geographie
Der Ort liegt ca. 5 km östlich der Kernstadt, zwischen Obermöllrich und dem Waberner Ortsteil Niedermöllrich auf einer Anhöhe nördlich der Fritzlarer Ederflur. Die Gemarkung Cappel hat eine Größe von rund 435 Hektar.
Cappel ist ein sogenanntes Angerdorf. Von der Niedermöllricher Straße (Hauptstraße) zweigt die Vordergasse ab, die nach ein paar hundert Metern wieder auf die erste mündet. Der Anger zwischen den beiden Straßen war vermutlich ursprünglich eine dörflich genutzte Wiese oder aber ein hoheitlich genutzter Teil des Dorfes. Heute steht hier die Kirche.

## Geschichte

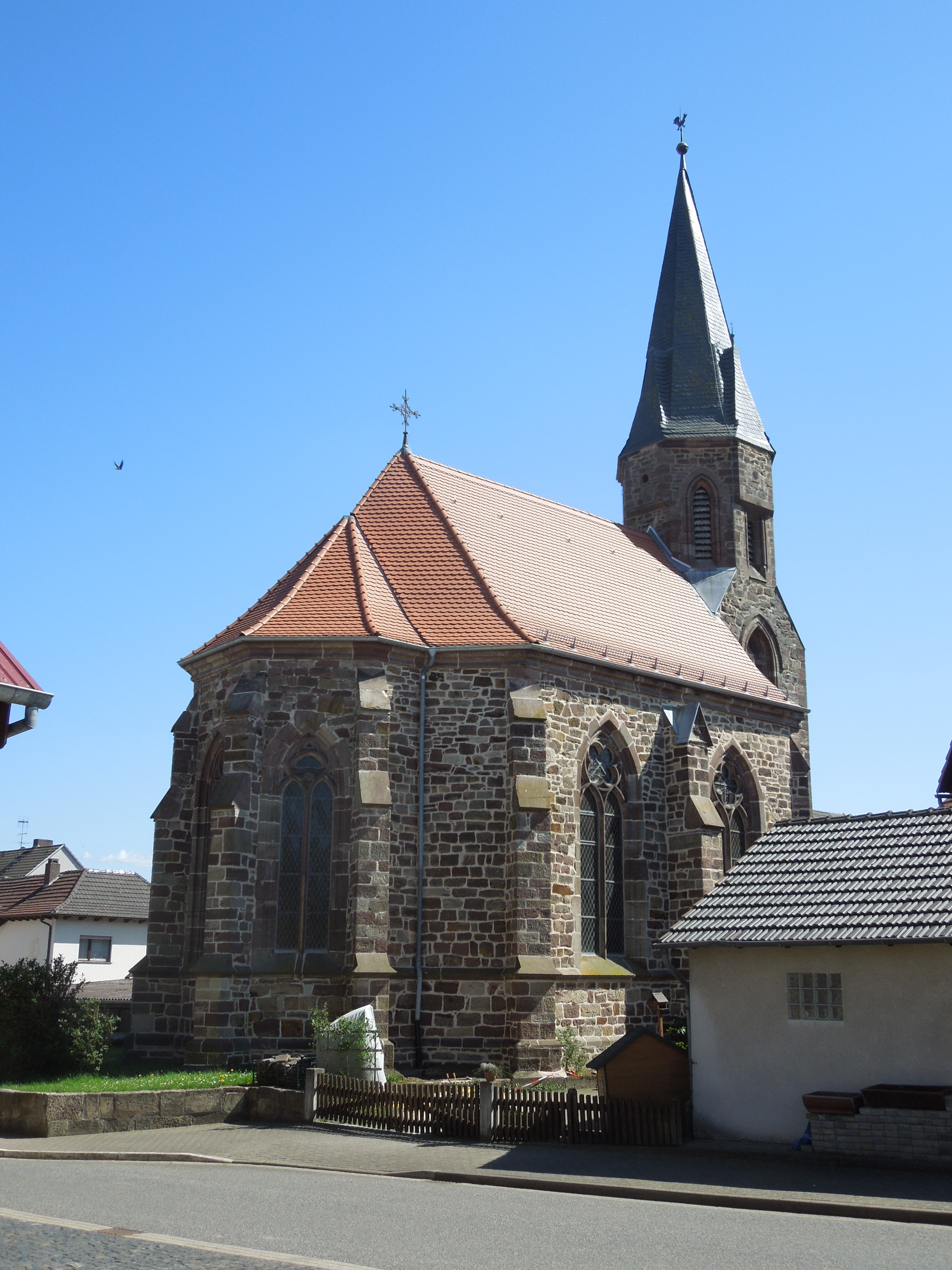
Die Dorfkirche

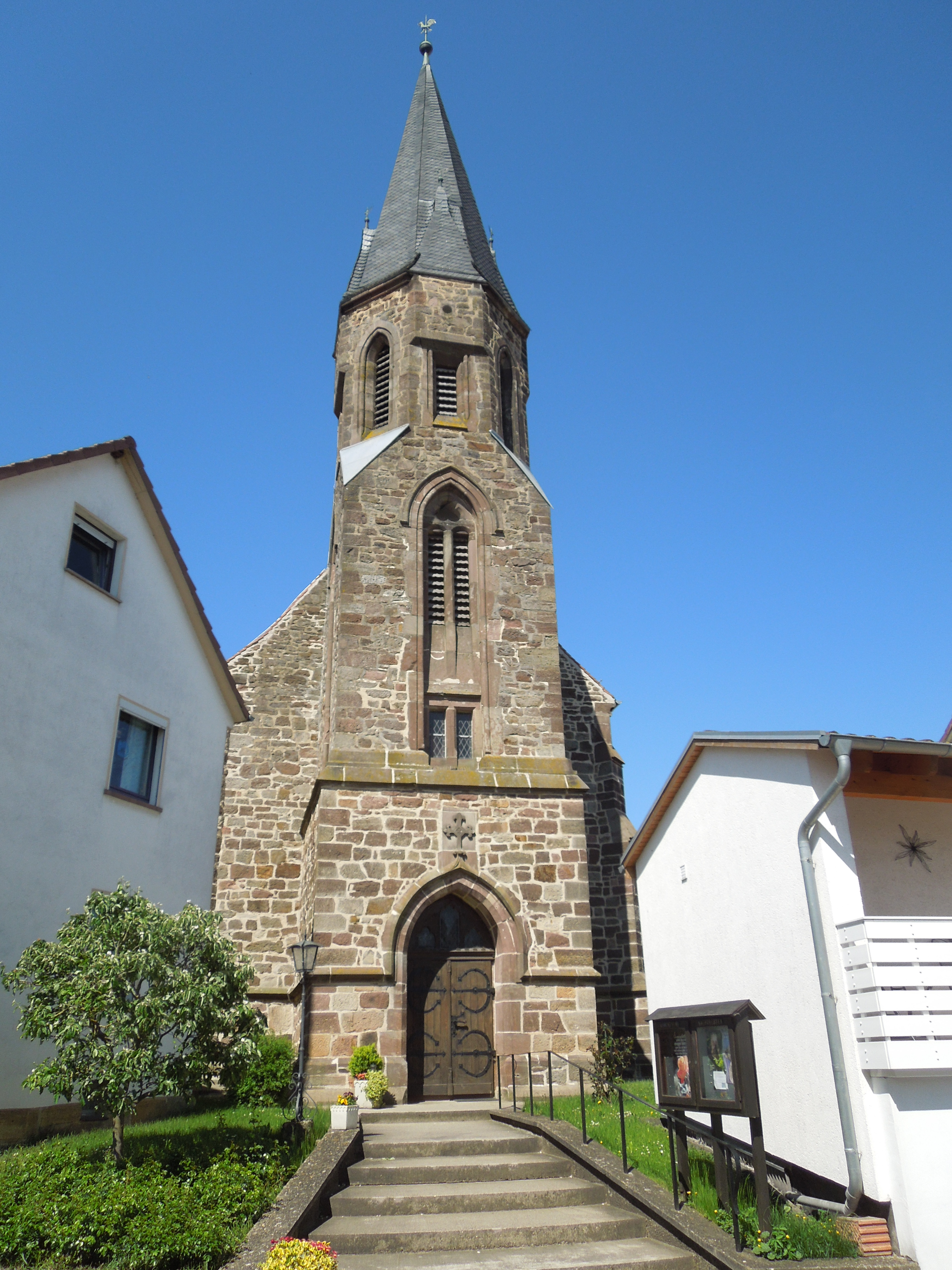
Die Dorfkirche

Die älteste bekannte schriftliche Erwähnung von Cappel erfolgte 1120, als der Ort unter Namen „Villa Capella ultra Frideslar sita“ im ältesten Register des Klosters Helmarshausen (Helmwardeshusen) aus dem 12. Jahrhundert erwähnt wurde. Die ersten Spuren dauerhafter menschlicher Anwesenheit in der Gegend, Hügelgräber im nahen Obersten Holz, stammen jedoch bereits aus dem 2. Jahrtausend v. Chr. Im südlichen Ortsbereich wurden aus dem frühen Mittelalter stammende Keramikteile gefunden.
Das Dorf lag im Herrschaftsbereich der hessischen Gaugrafen aus den Geschlechtern der Werner und der Gisonen. Im Jahre 1137 kam es nach dem Aussterben der Gisonen durch Erbschaft in den Besitz der Ludowinger Landgrafen von Thüringen und nach dem Thüringisch-Hessischen Erbfolgekrieg (1247–1263) in den der Landgrafen von Hessen, die es an Gefolgsleute zu Lehen vergaben. Allerdings bezog auch das St. Petri-Stift in Fritzlar mindestens seit 1209 einen Geldzins aus Cappel, und mindestens seit 1371 bezog es zusätzlich auch den Zehnten aus Cappel. Auch der Deutsche Orden war in Cappel begütert. Im 14. Jahrhundert waren Dorf und Gericht Cappel hessisches Lehen des Wiederhold von Meysenbug, aus dem damals in Züschen beheimateten und ab 1443 in Riede residierenden Geschlecht derer von Meysenbug. 1377 kam das Dorf durch Erbschaft an Hermann von Spiegel. Dieser verpfändete das Dorf und einen Teil des benachbarten Dorfes Niedervorschütz schon sieben Jahre später für 100 Mark Silber an Reinhard und Hans von Falkenberg. 1428 belehnte Landgraf Ludwig I. von Hessen erneut die Meysenbugs mit dem Ort, die ihn bis 1787 in Besitz behielten und auch das Patronat über die Kirche und die niedere Gerichtsbarkeit besaßen. Mit der Einführung der Reformation in Hessen wurde Cappel in das benachbarte Obermöllrich eingepfarrt.
Das älteste noch bestehende Haus des Dorfes stammt von 1680. Die neue Kirche in neugotischem Stil wurde 1894 von Gustav Schönermark erbaut und ersetzte einen Fachwerkbau aus dem Jahre 1669; dabei wurden der als Altarfuß dienende achtseitige Taufstein und die beiden Glocken in den Neubau übernommen. Die erste unterirdische Wasserleitung kam 1911, die Abwasserkanalisation 1953/54; diese wurde 1990 an die Kläranlage Fritzlar angeschlossen. Die erste Straße wurde 1955 asphaltiert. Das Dorfgemeinschaftshaus wurde 2004/05 errichtet.
Zum 31. Dezember 1971 wurde die bis dahin selbständige Gemeinde Cappel im Zuge der Gebietsreform in Hessen auf freiwilliger Basis in die Stadt Fritzlar eingemeindet. Für Cappel wurde, wie für die übrigen Stadtteile, ein Ortsbezirk mit Ortsbeirat und Ortsvorsteher nach der Hessischen Gemeindeordnung eingerichtet.

## Bevölkerung
Einwohnerstruktur 2011
Nach den Erhebungen des Zensus 2011 lebten am Stichtag, dem 9. Mai 2011, in Cappel 345 Einwohner. Darunter waren 6 (1,7 %) Ausländer.
Nach dem Lebensalter waren 57 Einwohner unter 18 Jahren, 156 zwischen 18 und 49, 69 zwischen 50 und 64 und 60 Einwohner waren älter.
Die Einwohner lebten in 135 Haushalten. Davon waren 30 Singlehaushalte, 42 Paare ohne Kinder und 51 Paare mit Kindern, sowie 9 Alleinerziehende und keine Wohngemeinschaften. In 21 Haushalten lebten ausschließlich Senioren und in 96 Haushaltungen lebten keine Senioren.
Einwohnerentwicklung
Die Bevölkerung des Dorfs wurde 1575 zum ersten Mal gezählt. Cappel hatte zu diesem Zeitpunkt 16 Hausgesesse (was Haushalten entspricht). Die gleiche Zahl ist für das Jahr 1747 angegeben, als in Cappel ein Steuerkataster erstellt wurde. Im Jahre 1812 gab es 128 Einwohner. Für 1835 sind 22 Häuser, 160 evangelische, ein katholischer und zwei jüdische Einwohner angegeben. Bis 1885 stieg die Zahl der Bewohner auf etwa 170 an, und um 1925 überschritt Cappel dann die Marke von 200 Einwohnern. Nach dem Zweiten Weltkrieg stieg die Einwohnerzahl insbesondere durch den Zuzug von Heimatvertrieben stark an und erreichte einen zeitweiligen Höchststand von 324 Personen. Danach begann ein kontinuierlicher Rückgang, bis der Ort 1961 nur noch 237 Einwohner hatte. Seitdem stieg diese Zahl wieder an, vor allem durch die Erschließung neuen Baulandes.
| Cappel: Einwohnerzahlen von 1834 bis 2020 | Cappel: Einwohnerzahlen von 1834 bis 2020 | Cappel: Einwohnerzahlen von 1834 bis 2020 | Cappel: Einwohnerzahlen von 1834 bis 2020 | Cappel: Einwohnerzahlen von 1834 bis 2020 |
| --- | ----------------------------------------- | ----------------------------------------- | ----------------------------------------- | ----------------------------------------- |
| Jahr |                                           |                                           |                                           | Einwohner                                 |
| 1834 | 1834                                      |                                           | 166                                       | 166                                       |
| 1840 | 1840                                      |                                           | 163                                       | 163                                       |
| 1846 | 1846                                      |                                           | 166                                       | 166                                       |
| 1852 | 1852                                      |                                           | 173                                       | 173                                       |
| 1858 | 1858                                      |                                           | 167                                       | 167                                       |
| 1864 | 1864                                      |                                           | 169                                       | 169                                       |
| 1871 | 1871                                      |                                           | 162                                       | 162                                       |
| 1875 | 1875                                      |                                           | 156                                       | 156                                       |
| 1885 | 1885                                      |                                           | 169                                       | 169                                       |
| 1895 | 1895                                      |                                           | 169                                       | 169                                       |
| 1905 | 1905                                      |                                           | 167                                       | 167                                       |
| 1910 | 1910                                      |                                           | 191                                       | 191                                       |
| 1925 | 1925                                      |                                           | 212                                       | 212                                       |
| 1939 | 1939                                      |                                           | 213                                       | 213                                       |
| 1946 | 1946                                      |                                           | 363                                       | 363                                       |
| 1950 | 1950                                      |                                           | 324                                       | 324                                       |
| 1956 | 1956                                      |                                           | 250                                       | 250                                       |
| 1961 | 1961                                      |                                           | 237                                       | 237                                       |
| 1967 | 1967                                      |                                           | 279                                       | 279                                       |
| 1980 | 1980                                      |                                           | ?                                         | ?                                         |
| 1990 | 1990                                      |                                           | ?                                         | ?                                         |
| 2000 | 2000                                      |                                           | ?                                         | ?                                         |
| 2011 | 2011                                      |                                           | 345                                       | 345                                       |
| 2015 | 2015                                      |                                           | 344                                       | 344                                       |
| 2020 | 2020                                      |                                           | 339                                       | 339                                       |
| Datenquelle: Historisches Gemeindeverzeichnis für Hessen: Die Bevölkerung der Gemeinden 1834 bis 1967. Wiesbaden: Hessisches Statistisches Landesamt, 1968. Weitere Quellen: LAGIS; Gemeinde GGG; Zensus 2011 |                                           |                                           |                                           |                                           |

Jüdische Einwohner
1861 lebten neun Einwohner jüdischen Glaubens in Cappel, 1905 noch acht. Das Schicksal der in den ersten Jahren der nationalsozialistischen Zeit noch in Cappel lebenden beiden jüdischen Bürger ist unbekannt.
Historische Religionszugehörigkeit
| Quelle: Historisches Ortslexikon |                                                                   |
| • 1861:                          | 152 evangelisch-reformierte, 9 jüdische Einwohner                 |
| • 1885:                          | 163 evangelische (= 96,45 %), 6 jüdische (= 3,55 %) Einwohner     |
| • 1961:                          | 221 evangelische (= 93,25 %), 13 katholische (= 5,49 %) Einwohner |

Historische Erwerbstätigkeit
| • 1961 | Erwerbspersonen: 68 Land- und Forstwirtschaft, 48 Produzierendes Gewerbe, 13 Handel und Verkehr, 7 Dienstleistungen und Sonstiges |

## Politik
Für Cappel besteht ein Ortsbezirk (Gebiete der ehemaligen Gemeinde Cappel) mit Ortsbeirat und Ortsvorsteher nach der Hessischen Gemeindeordnung. Der Ortsbeirat besteht aus fünf Mitgliedern.
Bei den Kommunalwahlen in Hessen 2021 betrug die Wahlbeteiligung zum Ortsbeirat Cappel 70,40 %. Alle Kandidaten gehörten der „Wählergemeinschaft Cappel“ an. Der Ortsbeirat wählte Julia Link zur Ortsvorsteherin.

## Naherholung
Nördlich der Ortschaft, einige Gehminuten entfernt, befindet sich das zur Gemarkung Cappel gehörende Waldgebiet Oberstes Holz mit gut ausgebauten Wegen, die viele Möglichkeiten für Naturfreunde, Spaziergänger, Wanderer, Jogger und Nordic Walker bieten. Das Gelände ist überwiegend eben und bei Langstreckenläufern als ideale Trainingsstrecke beliebt.